# Jo Jones
Jo Jones (7. října 1911 Chicago, Illinois, USA – 3. září 1985 New York City, New York, USA) byl americký jazzový bubeník. Od roku 1931 hrál s Lloydem Hunterem a v roce 1934 nastoupil do orchestru Count Basieho, kde s dvouletou vojenskou přestávkou působil až do roku 1948. V roce 1944 vystoupil ve filmu Jammin' the Blues. Později vydával vlastní alba a hrál i na albech jiných interpretů, jako jsou například Coleman Hawkins, Charles Mingus nebo Oscar Peterson. V roce 2011 byla posmrtně vydána jeho autobiografie, kterou v letech 1977 až 1985 napsal se spisovatelem Albertem Murrayem. V roce 1985 získal ocenění NEA Jazz Masters.